# Muramvya

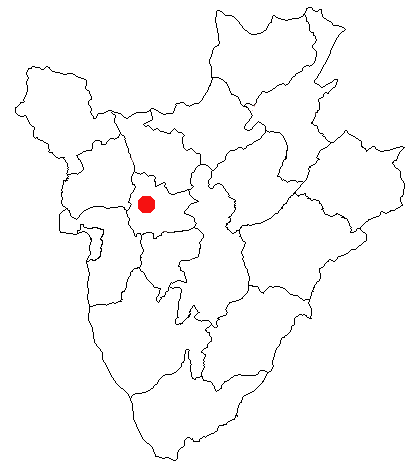
Muramvyas läge i Burundi.

Muramvya är administrativ huvudort för provinsen Muramvya samt kommunen Muramvya i den centrala delen av Burundi. Folkmängden uppgick till 5 458 invånare vid folkräkningen 2008.